# 第一财经
第一财经（英語：China Business Network，缩写为 CBN）是中国大陆一家拥有报纸、杂志、电视等全媒体业务的财经传媒集团，在中国大陆有广泛的影响力。旗下有：第一财经电视、第一财经日报、第一财经广播、第一财经周刊、第一财经网站、第一财经研究院等。创立于2003年7月，总经理为陈思劼，隶属于上海广播电视台。

## 历史
第一财经是由原来的上海电视台财经频道和东方广播电台财经频率2003年7月7日进行合并，统一称为第一财经，由此第一财经电视和第一财经广播产生，后于2003年8月13日组建上海第一财经传媒有限公司。其后，第一财经日报于2004年11月15日创刊，第一财经周刊2008年2月创刊，第一财经网站-第一财经中国经济论坛-第一财经新闻社等陆续成立。
2010年，第一财经引进上海联新投资中心等4家股东为战略投资者，融资超过6亿元。首轮融资之后，第一财经的估值超过23亿元。
2015年6月4日，阿里巴巴集团以12亿元人民币参股第一财经。此后改由国家电网属下企业英大传媒集团参股。

## 旗下产业

### 广播频道
第一财经广播是由原东方广播电台财经频率于2003年改称而来，主要覆盖上海市等，交易日时段与第一财经电视频道并机。此外第一财经还拥有浦江之声广播电台，曾制作主要面向台湾听众的节目。目前浦江之声已经停止一切节目制作，全天大部分时间联播第一财经广播，只在每天早上7:00至8:00、晚上19：00至20:00重播上海新闻广播制作的《两岸这一周》节目。

### 报刊

#### 杂志
《第一财经杂志》原名《第一财经周刊》，创立于2008年2月25日，2019年1月更为现名并改为月刊。旗下杂志还有《陆家嘴》、《中国房地产金融》。

### 网站
第一财经设有官方网站一财网。2016年，第一财经启动了英文项目一财全球，旨在让国际社会更深入和准确地了解中国和中国经济。此外旗下還有究竟視頻。

## 知名员工
- 梁相宜（翻白眼事件中的蓝衣女记者）
- 廖英强，曾任第一财经频道《谈股论金》节目嘉宾主持人，因利用其知名证券节目主持人的影响力，在其微博、博客上公开评价、推荐股票，在推荐前使用其控制的账户组买入相关股票，并在荐股后的下午或次日集中卖出，违反《中华人民共和国证券法》，于2018年4月3日被中国证监会通报其没收违法所得，并处两倍罚款，合计罚没1.29亿元人民币[10]。2019年7月15日，廖英强因非法经营证券、期货投资咨询业务被刑事拘留[11]。

## 外部連結
- 第一财经网 （页面存档备份，存于）